# Funeris Nocturnum
Funeris Nocturnum é uma banda de black metal formada em 1998 em Jyväskylä, Finlândia.

## Membros
- Trmnt.xes - vocal
- ImpresouvenairMort-nergal - guitarra
- Sin'equamnon - guitarra
- Horgath - baixo
- TMON - bateria

## Discografia
- Slay And Burn (Demo 1999)
- Pure Satanic Blasphemy (2000)
- Slay and Burn (EP 2001)
- From The Aspect Of Darkly Illuminated (2001)
- Code 666: Religion Syndrome Deceased (2002)